# Piet Grobler

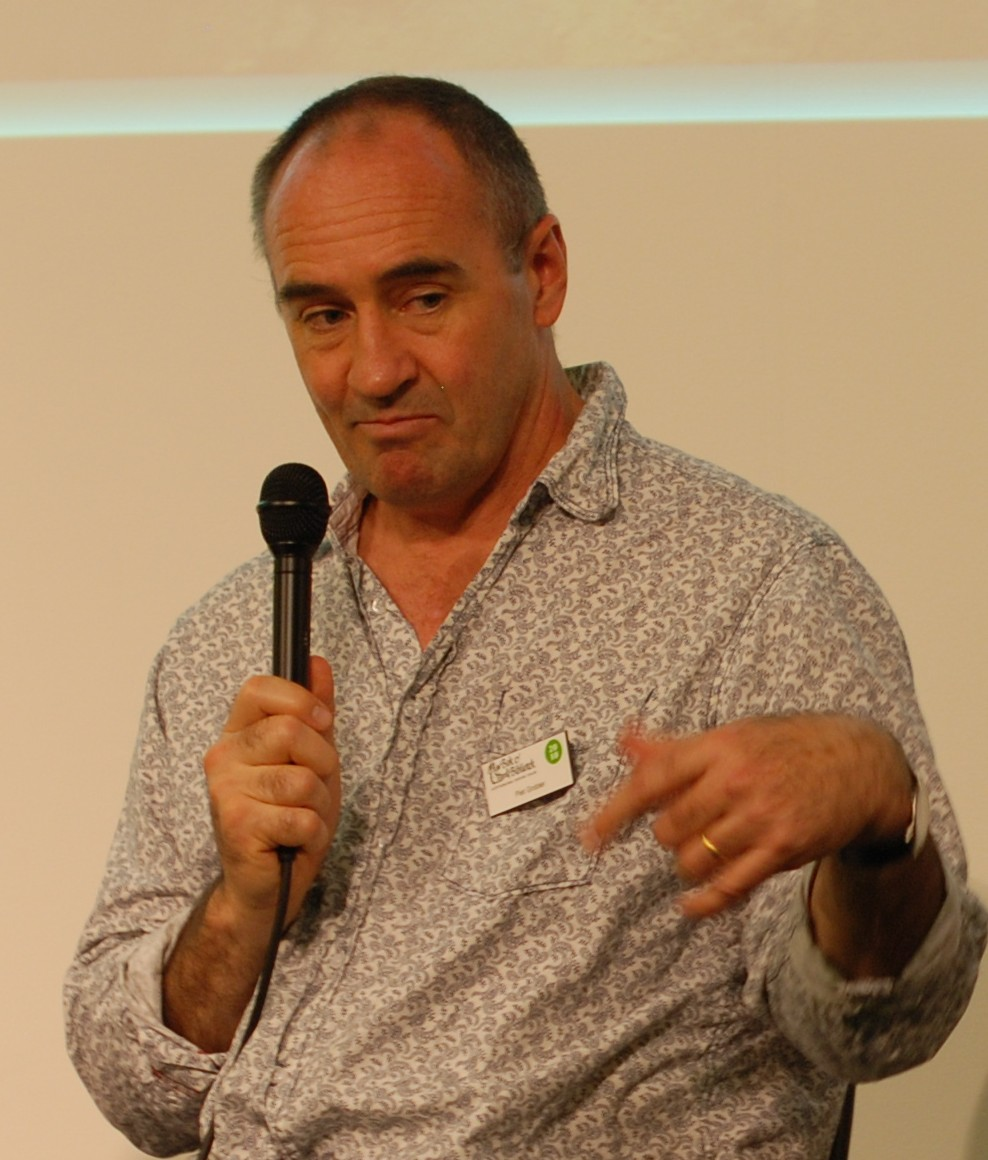
Piet Grobler på Bokmässan i Göteborg 2010

Piet Grobler, född 26 september 1959, är en sydafrikansk illustratör. Han växte upp på en bondgård i Limpopoprovinsen i norra Sydafrika under apartheid. Han läste teologi och arbetade som präst i Nederländska reformerta kyrkan till 1989, då han flyttade till Stellenbosch och studerade journalistik och design på Cape Technicon Art School. Han blev sedermera en framgångsrik tidningstecknare. 
Grobler har illustrerat ett femtiotal barnböcker med texter av kända barnboksförfattare från olika delar av världen. Fram till 2010 har han bott i Stellenbosch med familj, ateljé och galleri, där han haft workshops i illustration för både barn och professionella vuxna. Han är bosatt i Ely, Storbritannien och håller kurser på universiteten i närheten.